# Elizabeth Cellier

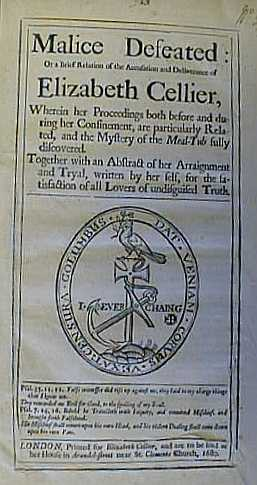
Titelseite von Malice Defeated, einem von Elizabeth Cellier publizierten Pamphlet, um ihren Ruf gegen die Anklage des Hochverrats zu verteidigen, von der sie gerade freigesprochen worden war, London 1680.

Elizabeth Cellier oder Celleor, auch einfach als Mrs. Cellier bekannt und als Popish Midwife („Papisten-Hebamme“) oder Meal-Tub Midwife bezeichnet, (bl. 1668–1688 in London) war eine katholische Hebamme im England des 17. Jahrhunderts. 1680 stand sie wegen ihrer angeblichen Beteiligung am Meal-Tub Plot vor Gericht, wurde aber freigesprochen. Der Angriff auf sie steht im Kontext einer im 17. Jahrhundert aufkommenden Kritik an den weitgehenden Aufgaben der Hebammen im Rahmen der Church of England. Die katholische Konfession von Cellier bot hier im England zu Zeiten vor und während der Regierungszeit Jakob II. eine zusätzliche Angriffsfläche. Cellier wehrte sich gegen Vorwürfe wortgewaltig mittels Pamphleten. Damit setzte sie sich später dann auch für die Stärkung Hebammenwesens und gegen das Eindringen der Mediziner in diesen Bereich ein.

## Leben
Elizabeth Cellier könnte aus dem Buckinghamshire entstammen, eine Verbindung zur Familie Dormer ist möglich. Irgendwann vor ihrer nachweisbaren Zeit, konvertierte sie zum Katholizismus. Über ihre Ausbildung zur Hebamme ist nichts bekannt. Da sie offenkundig lesen und schreiben konnte, kann man auf Bücher zum Thema Geburt und Entbindung in ihrem Besitz schließen.
Irgendwann zwischen 1668 und 1676 heiratete sie in zweiter oder dritter Ehe den Franzosen Peter (Pierre) Cellier, der ebenfalls Katholik und bereits einmal verheiratet war. Das Paar hatte mindestens eine Tochter, Margaret (* 1676). Cellier hatte aus den vorherigen Ehen mindestens eine weitere Tochter und sie erwähnt in ihren Schriften einen Sohn.
Hebammen wurden seit 1534 von der Church of England lizenziert, da sie wichtige Aufgaben erfüllten, wie Nottaufen, Begleitung der neuen Mutter zur Segnung, Feststellung von Fehlgeburten oder Unfruchtbarkeit und Gutachterfunktion für staatliche und kirchliche Verfahren bei Illegimität der Geburt. Die Frage der Regulierung, der Ausbildung und Rechte vor dem Hintergrund der Angst um das Seelenheil des Neugeborenen und Verdächtigungen der Hexerei war ein andauerndes Thema. Es ist nicht bekannt, ob Cellier eine Lizenz selbst erworben hatte, auch wenn sie später zu dem Thema Texte verfasste. Da sie als Katholikin vornehmlich für Katholiken tätig war, war das auch nicht erforderlich.
Cellier geriet in die Nachwehen des Skandals und die Aufregung des Popish Plots (Papisten-Verschwörung) von 1678 und die dabei verbreiteten Geschichten.
Cellier machte wohltätige Besuche bei den katholischen Gefangenen in Newgate machte. Dort traf sie auf einen gewissen Thomas Dangerfield, auch bekannt als Willoughby. Der behauptete, Beweise dafür zu haben, dass die Papisten-Verschwörung in Wirklichkeit eine Verschwörung der Presbyterianer gewesen sei, um den Staat zu übernehmen. Cellier bezahlte seine Bußgelder und stellte ihn Lady Powis vor, die ihm Zugang zum König verschaffte. Dangerfield änderte daraufhin seine Geschichte und behauptete, hinter der "presbyterianischen Verschwörung" verberge sich ein echtes katholisches Komplott zur Ermordung des Königs und des Earl of Shaftesbury. Belastende Dokumente wurden in Celliers Meal-tub entdeckt.
Der Prozess gegen Mrs. Cellier fand am 11. Juni 1680 statt. Sie wurde des Hochverrats angeklagt, aber praktisch die einzigen Beweise gegen sie waren die von Dangerfield selbst, und sie hatte wenig Schwierigkeiten, ihn als einen unglaubwürdigen Zeugen zu entlarven: der Lord Chief Justice, Sir William Scroggs, hatte bereits begonnen, die Geschworenen anzuweisen, die Beweise eines „so notorischen Schurken“ zu ignorieren. Sie wurde für nicht schuldig befunden, und Dangerfield selbst wurde wegen eines Verbrechens verhaftet, für das er zuvor geächtet worden war.
Nach ihrem Freispruch veröffentlichte sie 1680 einen kurzen Bericht über die ganze Angelegenheit unter dem Titel Malice Defeated. In dieser und einer zweiten Schrift variierte Stil genauso wie die Auswahl der religiösen oder literarischen Quellen, um sich zu verteidigen und ihre Ankläger zu diffamieren. Die Veröffentlichung führte nicht nur zu einer langen Reihe von Pamphleten für und gegen sie, sondern auch zu ihrer zweiten Anklage. Die Anklage lautete diesmal auf Verleumdung des Königs und des Ministeriums, weil sie behauptete, dass zwei Zeugen im Fall Edmund Berry Godfrey gefoltert worden waren (im Fall von Miles Prance war die Anklage wahrscheinlich wahr). Am 11. September 1680 wurde sie für schuldig befunden. Im November wurde sie in eine Verschwörung zur Verbrennung der Flotte in Chatham verwickelt, und am 10. Dezember wurde sie dreimal an den Pranger gestellt, wobei jedes Mal einige ihrer Bücher verbrannt wurden, und zu einer Geldstrafe von £ 1.000 verurteilt, die sie bis zur Bezahlung im Gefängnis absitzen musste. 1682 beklagte sich Cellier, zwei Jahre im Gefängnis verbracht zu haben und bat um den Erlass der Geldstrafe, was aber erst am 10. Mai 1687 geschah.
Während der Herrschaft von James II. schlug sie die Gründung einer Gesellschaft von ausgebildeten Hebammen und eines Findelhauses vor, um gegen die hohe Kindersterblichkeit vorzugehen:

„That within the space of twenty years last past, above six-thousand women have died in childbed, more than thirteen-thousand children have been abortive and about five-thousand chrysome infants [those in their first month of life] have been buried within the weekly bills of mortality; above two-thirds of which, amounting to sixteen thousand souls, have in all probability perished, for want of due skill and care, in those women who practice the art of midwifery.“

„Daß innerhalb der letzten zwanzig Jahre über sechstausend Frauen im Kindbett gestorben sind, mehr als dreizehntausend Kinder abgetrieben wurden und etwa fünftausend Säugling im ersten Lebensmonat begraben wurden gemäß den wöchentlichen Bills of mortality; über zwei Drittel davon, das sind sechzehntausend Seelen, sind aller Wahrscheinlichkeit nach in Ermangelung der gebührenden Geschicklichkeit und Sorgfalt bei jenen Frauen umgekommen, die die Kunst der Hebamme ausüben.“

Neben diesem Sachtext veröffentlichte sie aber auch ein weiteres ironisches Pamphlet in der Auseinandersetzung Mediziner gegen Hebammen, was sowohl ihre literarische Stilbreite und wie ihre Argumentationskraft für das Hebammenwesen zeigte.
Cellier soll nach ihrem Tod in der Kirche von Great Missenden, Buckinghamshire, begraben worden sein.

## Nachleben
Mrs. Cellier ist ein wichtiger Charakter in Alison MacLeods historischem Roman The Portingale, einer Biographie von Katharina von Braganza, die mit dem englischen König Karl II. verheiratet, aber als Katholikin nicht zur Königin gekrönt worden war.
Judy Chicago widmete ihr eine Inschrift auf den dreieckigen Bodenfliesen des Heritage Floor ihrer 1974 bis 1979 entstandenen Installation The Dinner Party. Die mit dem Namen Mrs. Cellier beschrifteten Porzellanfliesen sind dem Platz mit dem Gedeck für Caroline Herschel zugeordnet.

## Werke
Folgende Werke sind überliefert und editiert:
- „Malice Defeated; or a brief relation of the Accusation and Deliverance of Elizabeth Cellier“ (1680);
- The Matchless Rogue (1680)
- „A scheme for the Foundation of a Royal Hospital and raising a revenue of £5000 or £6000 a year by and for the maintenance of a Corporation of skilful midwives“ (1687)
- „To Dr. ______, An answer to his Queries concerning the College of Midwives“ (1687)